# Enrico Maionica

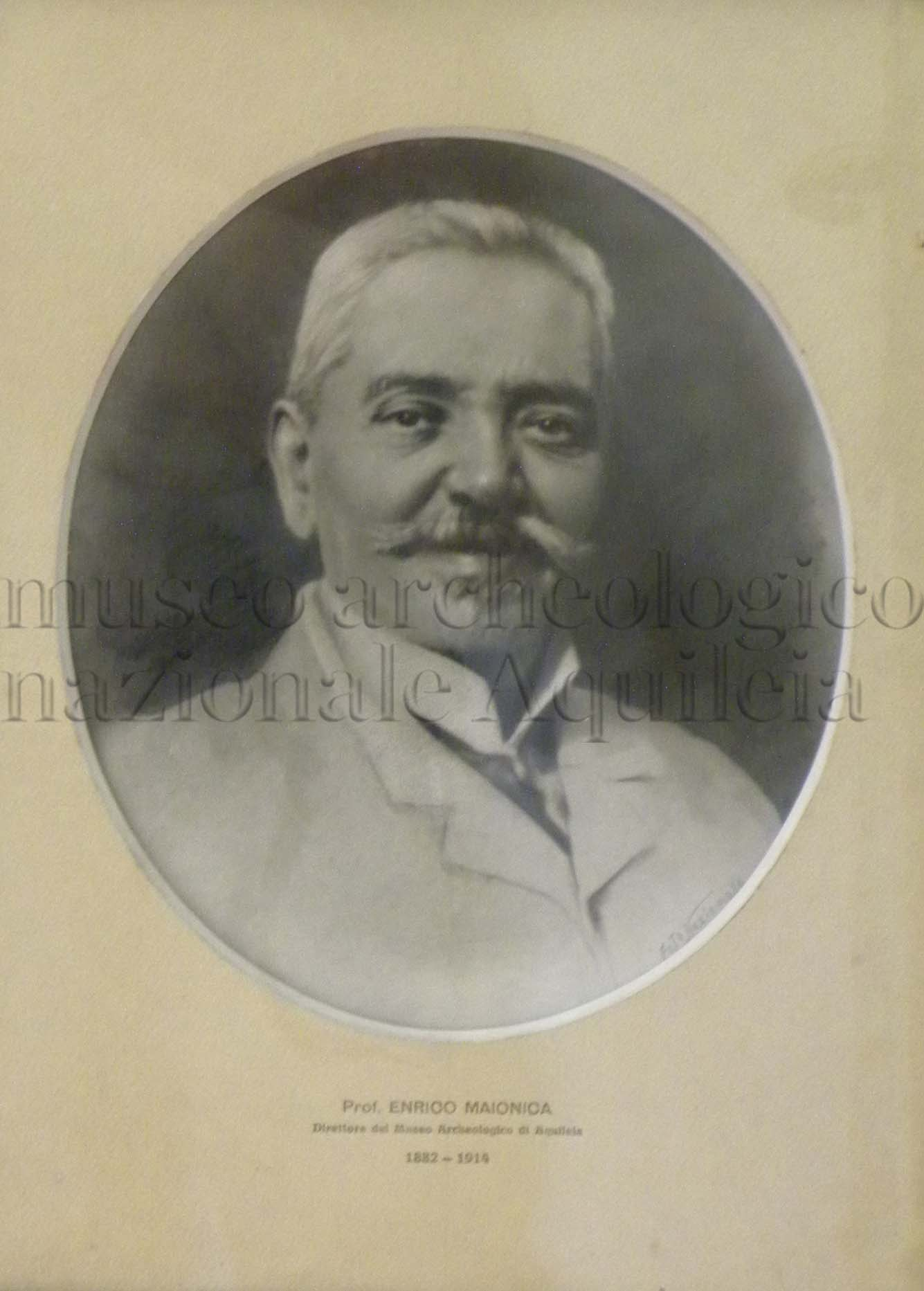
Enrico Maionica

Enrico Maionica (Trieste, 26 agosto 1853 – Trieste, 1916) è stato un archeologo ed epigrafista italiano.

## Biografia
Nacque a Trieste il 26 agosto 1853, da una famiglia di ebrei italiani. Dopo aver frequentato il Ginnasio comunale di Trieste, si recò a Vienna per studiare. Qui ebbe come maestri due tra i maggiori epigrafisti e archeologi dell’epoca, Otto Hirschfeld e Alexander Conze.
Nel 1877, mentre Maionica si occupava delle antichità presenti in regione, soprattutto ad Aquileia, ricevette l’incarico di insegnamento presso lo Staats-Gymnasium di Gorizia (che mantenne fino al 1893).
Dal 3 agosto 1882 fu il direttore del nuovo Imperial Regio Museo di Aquileia, inaugurato alla presenza dell’arciduca d’Austria Carlo Ludovico. Nel corso degli anni a venire, Maionica lavorò nel museo incrementandone le collezioni e ingrandendo gli spazi espostivi con la costruzione della prima galleria lapidaria e l’organizzazione del giardino (1889). Promosse la funzione sociale e politica del museo, tanto da rendere l’istituzione museale - oggi Museo archeologico nazionale di Aquileia - una realtà molto attiva nel territorio. Morì a Trieste nel 1916. 

## Pubblicazioni
- Triest - Pola - Aquileja, "Archäologisch-Epigraphische Mittheilungen aus Österreich-Ungarn”[3] (1877);
- Bericht über eine Reise im westlichen Ungarn (con R.Schneider), "Archäologisch-Epigraphische Mittheilungen aus Österreich-Ungarn” (1878);
- Aquileia zur Römerzeit,"Jahresbericht des k.k. Staats-Gymnasiums in Görz, Gorizia (1881)
- Fundkarte von Aquileia,"Jahresbericht des k.k. Staats-Gymnasiums in Görz, Gorizia (1893)
- Numerosi articoli sulle sue attività di scavo e ricerca su “Mittheilungen der Central-Commission”, su “Archäologisch-Epigraphische Mittheilungen” e su "Archeografo Triestino";
- Numerosi articoli di informazione sulle scoperte archeologiche su "Piccolo", Trieste e su "Corriere Friuliano", Gorizia.